# Morti nel 1992/Novembre
| Questa pagina contiene informazioni ricavate automaticamente dalle voci biografiche con l'ausilio del template Bio e di un bot. L'aggiornamento è periodico e automatico e ricostruisce completamente la pagina. Se manca una persona in questa lista, sei pregato di non aggiungerla, ma accertati piuttosto che la sua voce biografica contenga il template Bio e che i dati anagrafici siano correttamente compilati. Se il template Bio manca, inseriscilo tu stesso o, in alternativa, metti l'avviso {{tmp\|Bio}} che ne segnala la mancanza. Se i dati riportati sono sbagliati, correggi direttamente la voce biografica; le modifiche saranno visibili in questa lista entro pochi giorni. Per chiarimenti vedi il progetto biografie. La lista contiene solo le 124 persone che sono citate nell'enciclopedia e per le quali è stato implementato correttamente il template Bio. Pagina aggiornata al 3 mar 2024. |

- 1º novembre - Giacomo Giuseppe Beltritti, patriarca cattolico italiano (n. 1910)
- 1º novembre - Tamara Lazakovič, ginnasta sovietica (n. 1954)
- 1º novembre - Pino Patti, attore italiano (n. 1926)
- 2 novembre - Robert Arneson, scultore e insegnante statunitense (n. 1930)
- 2 novembre - Vincenzo Balzamo, politico italiano (n. 1929)
- 2 novembre - Umberto Bonadè, canottiere italiano (n. 1909)
- 2 novembre - Hal Roach, regista e produttore cinematografico statunitense (n. 1892)
- 3 novembre - Prem Nath, attore e regista indiano (n. 1926)
- 3 novembre - Jack Davis, attore statunitense (n. 1914)
- 3 novembre - Hanya Holm, danzatrice e coreografa tedesca (n. 1893)
- 3 novembre - Haydn Hill, calciatore inglese (n. 1913)
- 3 novembre - Vladas Mikėnas, scacchista estone (n. 1910)
- 3 novembre - Gian Franco Venè, giornalista e saggista italiano (n. 1935)
- 4 novembre - Claude Aveline, scrittore e poeta francese (n. 1901)
- 4 novembre - Franco Caracciolo, attore italiano (n. 1944)
- 4 novembre - Willie Porter, cestista statunitense (n. 1942)
- 4 novembre - José Luis Sáenz de Heredia, regista spagnolo (n. 1911)
- 4 novembre - Luigi Vrenna, mafioso italiano (n. 1909)
- 4 novembre - František Řitička, calciatore cecoslovacco (n. 1910)
- 5 novembre - Arpad Emrick Elo, fisico e scacchista ungherese (n. 1903)
- 5 novembre - Jan Oort, astronomo olandese (n. 1900)
- 5 novembre - Luigi Russo, politico italiano (n. 1904)
- 5 novembre - Pierina Scaramella, botanica italiana (n. 1906)
- 5 novembre - Vjačeslav Skomorochov, ostacolista sovietico (n. 1940)
- 5 novembre - Antonio Tatò, politico, sindacalista e editore italiano (n. 1921)
- 6 novembre - Sebastián Gualco, calciatore argentino (n. 1912)
- 7 novembre - Alexander Dubček, politico cecoslovacco (n. 1921)
- 7 novembre - René Hamel, ciclista su strada francese (n. 1902)
- 7 novembre - Jack Kelly, attore statunitense (n. 1927)
- 7 novembre - Scott McPherson, drammaturgo e attore teatrale statunitense (n. 1959)
- 7 novembre - Henri Temianka, violinista e insegnante statunitense (n. 1906)
- 7 novembre - Richard Yates, scrittore, giornalista e sceneggiatore statunitense (n. 1926)
- 8 novembre - Kees Broekman, pattinatore di velocità su ghiaccio olandese (n. 1927)
- 8 novembre - Larry Levan, disc jockey statunitense (n. 1954)
- 8 novembre - Ottavio Mai, regista, sceneggiatore e attore italiano (n. 1946)
- 8 novembre - Red Mitchell, contrabbassista e compositore statunitense (n. 1927)
- 8 novembre - Felice Vischioni, politico italiano (n. 1898)
- 9 novembre - Fritz Gunst, pallanuotista tedesco (n. 1908)
- 9 novembre - William Hillcourt, educatore e scrittore danese (n. 1900)
- 9 novembre - Natalie Joyce, attrice statunitense (n. 1902)
- 9 novembre - Sven Selånger, saltatore con gli sci e combinatista nordico svedese (n. 1907)
- 10 novembre - Chuck Connors, attore, cestista e giocatore di baseball statunitense (n. 1921)
- 10 novembre - Gyula Csikós, calciatore ungherese (n. 1913)
- 10 novembre - Eskil Lundahl, nuotatore svedese (n. 1905)
- 10 novembre - John Summerson, storico dell'architettura britannico (n. 1904)
- 11 novembre - Earle Meadows, astista statunitense (n. 1913)
- 12 novembre - Giulio Carlo Argan, critico d'arte e politico italiano (n. 1909)
- 12 novembre - Charles Coles, attore, cantante e ballerino statunitense (n. 1911)
- 12 novembre - David Oliver, attore statunitense (n. 1962)
- 12 novembre - Emilio Recoba, calciatore uruguaiano (n. 1904)
- 13 novembre - Franco Calabrese, basso italiano (n. 1923)
- 13 novembre - Waldemar Malak, sollevatore polacco (n. 1970)
- 13 novembre - Ugo Natoli, giurista italiano (n. 1915)
- 13 novembre - Maurice Ohana, pianista e compositore francese (n. 1913)
- 13 novembre - Kiki Romero, allenatore di pallacanestro messicano (n. 1929)
- 14 novembre - George Adams, sassofonista statunitense (n. 1940)
- 14 novembre - Clem Beauchamp, attore, regista e produttore cinematografico statunitense (n. 1898)
- 14 novembre - Dante Gianello, ciclista su strada, dirigente sportivo e giornalista italiano (n. 1912)
- 14 novembre - Ernst Happel, allenatore di calcio e calciatore austriaco (n. 1925)
- 14 novembre - Joop van Nellen, calciatore olandese (n. 1910)
- 14 novembre - Delphia Welford, supercentenaria statunitense (n. 1875)
- 15 novembre - Serafino Campi, pittore, grafico e pubblicitario italiano (n. 1905)
- 15 novembre - Umberto Peschi, artista e scultore italiano (n. 1912)
- 15 novembre - Julien Saby, rugbista a 15, allenatore di rugby a 15 e dirigente sportivo francese (n. 1902)
- 15 novembre - Andrij Jakovyč Štoharenko, compositore e docente sovietico (n. 1902)
- 16 novembre - Phyllis Harding, nuotatrice britannica (n. 1907)
- 16 novembre - Max Huber, designer e docente svizzero (n. 1919)
- 16 novembre - Sun Mingjing, regista cinese (n. 1911)
- 17 novembre - Todd Armstrong, attore statunitense (n. 1937)
- 17 novembre - Raffaele Bastoni, canoista italiano (n. 1925)
- 17 novembre - Audre Lorde, poetessa, scrittrice e attivista statunitense (n. 1934)
- 18 novembre - Giovanni Maria Catena, religioso e direttore di coro italiano (n. 1919)
- 18 novembre - Billy Hassett, cestista e allenatore di pallacanestro statunitense (n. 1921)
- 18 novembre - Dorothy Kirsten, soprano e attrice statunitense (n. 1910)
- 18 novembre - Giovanni Mantese, presbitero e storico italiano (n. 1912)
- 19 novembre - Camillo Girotti, calciatore italiano (n. 1918)
- 19 novembre - Giuseppe Ottina, allenatore di calcio italiano (n. 1912)
- 19 novembre - Bobby Russell, cantautore statunitense (n. 1940)
- 19 novembre - Abele Saba, giornalista italiano (n. 1913)
- 19 novembre - Shin'ichi Sekizawa, sceneggiatore giapponese (n. 1921)
- 19 novembre - Diane Varsi, attrice statunitense (n. 1938)
- 20 novembre - William Fields, canottiere statunitense (n. 1929)
- 20 novembre - Mária Frank, nuotatrice ungherese (n. 1943)
- 21 novembre - Vicente Arraya, calciatore boliviano (n. 1921)
- 21 novembre - Severino Gazzelloni, flautista italiano (n. 1919)
- 21 novembre - Kaysone Phomvihane, rivoluzionario e politico laotiano (n. 1920)
- 21 novembre - Gad Tedeschi, giurista italiano (n. 1907)
- 22 novembre - Flavio Carraresi, batterista, compositore e paroliere italiano (n. 1930)
- 22 novembre - Viktor Petrovič Dubynin, generale russo (n. 1943)
- 22 novembre - Giorgio Giusti, imprenditore, pilota automobilistico e pittore italiano (n. 1913)
- 22 novembre - Sterling Holloway, attore e doppiatore statunitense (n. 1905)
- 22 novembre - Ronald Sinclair, attore neozelandese (n. 1924)
- 23 novembre - Roy Acuff, cantante statunitense (n. 1903)
- 23 novembre - Mohamed Benhima, politico marocchino (n. 1924)
- 23 novembre - Bruno Berra, calciatore italiano (n. 1914)
- 23 novembre - Antonio Borsellino, fisico italiano (n. 1915)
- 23 novembre - Manuel Pelegrina, calciatore argentino (n. 1919)
- 23 novembre - Jean Thiriart, politico belga (n. 1922)
- 24 novembre - June Tyson, cantante e violinista statunitense (n. 1936)
- 25 novembre - Joseph Arthur Ankrah, generale e politico ghanese (n. 1915)
- 25 novembre - Piet Ikelaar, pistard e ciclista su strada olandese (n. 1896)
- 25 novembre - Dmitrij Ukolov, hockeista su ghiaccio sovietico (n. 1929)
- 26 novembre - Ciccio Barbi, attore italiano (n. 1919)
- 26 novembre - Adrienne Dore, attrice statunitense (n. 1907)
- 26 novembre - Mauro Dutto, politico e giornalista italiano (n. 1941)
- 26 novembre - James Forrest, calciatore scozzese (n. 1927)
- 26 novembre - Leopol'd Mitrofanov, compositore di scacchi russo (n. 1932)
- 26 novembre - Kathleen Russell, nuotatrice sudafricana (n. 1912)
- 26 novembre - John Sharp, attore britannico (n. 1920)
- 27 novembre - Willi Faust, pilota motociclistico tedesco (n. 1924)
- 27 novembre - Ivan Generalić, pittore croato (n. 1914)
- 27 novembre - Daniel Santos, musicista portoricano (n. 1916)
- 28 novembre - Randall Duell, scenografo statunitense (n. 1903)
- 28 novembre - Pierre Marot, medievista francese (n. 1900)
- 28 novembre - Giovanni Musotto, politico e giurista italiano (n. 1907)
- 28 novembre - Sidney Nolan, pittore australiano (n. 1917)
- 29 novembre - Jean Dieudonné, matematico francese (n. 1906)
- 29 novembre - Lawrence Picachy, cardinale e arcivescovo cattolico indiano (n. 1916)
- 29 novembre - Emilio Pucci, aviatore, stilista e politico italiano (n. 1914)
- 29 novembre - Robert F. Simon, attore statunitense (n. 1908)
- 30 novembre - Jorge Donn, danzatore argentino (n. 1947)
- 30 novembre - Vittorio Granchi, pittore e restauratore italiano (n. 1908)
- 30 novembre - Graham Vearncombe, calciatore gallese (n. 1934)
- 30 novembre - Athos Zontini, calciatore, velocista e mezzofondista italiano (n. 1914)